# بیوک ورانو

بیوک ورانو (به انگلیسی: Buick Verano) یکی از مدل‌های خودروی کمپانی امریکایی بیوک است.